# Diaspora africana

Mappa della diaspora africana (2021)

La diaspora africana è la migrazione dei popoli africani e dei loro discendenti prevalentemente verso le Americhe, e successivamente in Europa, Medioriente ed altri luoghi in tutto il mondo. Gran parte degli appartenenti alla diaspora africana discendono dalle persone che erano state ridotte in schiavitù durante la tratta atlantica degli schiavi, ed una gran parte di essi vivono in Brasile.

## Storia
Basandosi sulla genetica umana, è opinione diffusa che le popolazioni preistoriche africane, che lasciarono il continente negli ultimi centomila anni, siano gli antenati di tutti gli umani non africani. Con la formazione delle prime comunità, specialmente in Egitto e in medioriente, queste migrazioni si ridussero perché l'unico passaggio per uscire dal continente africano via terra era la penisola del Sinai. Con lo sviluppo della civiltà e la scoperta della vela, i neri africani viaggiarono verso il medioriente, l'Europa e l'Asia con diverse occupazioni. Molti di loro si stabilirono in Europa e Asia ed ovviamente ebbero discendenti dalle popolazioni locali. Oggi le ricerche sulla genetica umana suggeriscono che il DNA mitocondriale e gli aplotipi del cromosoma Y negli europei e negli asiatici hanno un'ascendenza africana.
Queste prime migrazioni sono minime se confrontate con la tratta atlantica degli schiavi e con quella araba.

### Dispersione attraverso la schiavitù
Gran parte della diaspora africana si è dispersa in Europa, Asia e nelle Americhe durante la tratta atlantica e araba degli schiavi. A partire dal IX secolo gli schiavi africani venivano presi dall'Africa del nord e dell'est e portati in medioriente e Asia. A cominciare dal XV secolo gli africani vennero presi anche dal resto del continente, specialmente dall'Africa occidentale, e condotti prima in Europa e poi nelle Americhe. Sia la tratta atlantica che quella araba finirono nel XIX secolo.
La dispersione attraverso la tratta degli schiavi rappresenta una delle più grandi migrazioni della storia umana. Gli effetti economici sul continente africano furono devastanti. Alcune comunità create dai discendenti degli schiavi neri africani in Europa ed Asia sono sopravvissute fino ad oggi, ma in altri casi la popolazione nera ebbe discendenti dalla popolazione locale, i quali si dispersero a loro volta nella popolazione. Nelle Americhe la confluenza di vari gruppi etnici da molte parti del mondo ha creato un vero e proprio miscuglio di diverse etnie. In America centrale e America del Sud gran parte della popolazione ha antenati europei, nativi americani ed africani. In Brasile, dove nel 1888 quasi metà della popolazione discendeva dagli schiavi africani, le variazioni somatiche si estendono per una vasta gamma. Negli Stati Uniti, le leggi Jim Crow e quelle che impedivano matrimoni misti diedero inizio alla segregazione razziale e mantennero una distinzione tra gruppi etnici.
Sebbene il commercio degli schiavi venne bandito in molti paesi nella prima metà del XIX secolo, il traffico illegale di schiavi continuò attraverso l'Atlantico fino alla fine del secolo. Una delle testimonianze conservate sull'intercettazione di una nave di schiavi durante questo periodo è un fascicolo dell'Ammiragliato britannico contenente rare fotografie delle condizioni di vita durante la traversata.

### Dispersione attraverso la migrazione
Fin dalla comparsa delle prime attività spagnole nelle Americhe, gli africani erano presenti sia come volontari nel corpo di spedizione che come coloni involontari. Juan Garrido fu uno dei conquistadores neri. Attraversò l'Oceano Atlantico come liberto negli anni 1510 e partecipò all'assedio di Tenochtitlán.
L'immigrazione africana è diventata la principale forza della moderna diaspora. È stato stimato che la popolazione corrente di africani immigrati nei soli Stati Uniti è di 600.000 individui. I paesi con più immigrati negli Stati Uniti sono: Nigeria, Ghana, Etiopia, Eritrea, Egitto, Sierra Leone, Somalia e Sudafrica. Altri sono immigrati da: Angola, Capo Verde, Mozambico, Guinea Equatoriale, Kenya e Camerun. Solitamente gli immigrati si concentrano nelle aree urbane, spostandosi poi nelle aree suburbane.
Un significativo numero di africani sono immigrati in molti altri paesi come Regno Unito e Francia.

## Definizioni
L'Unione africana definisce la diaspora africana come un movimento «costituito da persone di origini africane che vivono al di fuori del continente, a prescindere dalla loro nazionalità e cittadinanza, e che desiderano contribuire allo sviluppo di un continente e alla costruzione dell'Unione Africana». Il suo atto costitutivo «invita ed incoraggia la piena partecipazione alla diaspora africana come una parte importante in Europa, nella costruzione dell'Unione Africana».
Tra il 1500 e il 1900, approssimativamente quattro milioni di neri africani vennero schiavizzati e portati nelle piantagioni nelle isole dell'Oceano Indiano, circa otto milioni vennero portati nei paesi mediterranei, e circa undici milioni sopravvissero al viaggio verso il nuovo mondo. I loro discendenti ora si trovano in tutto il mondo. A causa dei matrimoni misti e all'assimilazione genetica, non è del tutto evidente chi discenda dalla diaspora africana.
Alcuni esempi di popolazioni di continenti diversi dall'Africa che sono visti o vedono loro stessi come neri a causa della discendenza dai neri africani sono:
- Afroamericani.
- Afrolatinoamericani. Tra queste popolazioni in America centrale e del Sud ci sono quelli che si identificano come negros. Alcuni si identificano come afro-latinoamericani quando hanno alti livelli di mescolanza con altre etnie.
- Afroarabi. Gli antenati di varie popolazioni del medioriente arrivarono con la tratta araba degli schiavi.[14]
- Siddi. Abitanti del subcontinente indiano (Pakistan e India), discendenti dei neri africani.

## Stime e distribuzione della popolazione
Le statistiche provengono da diverse fonti e i paesi usano metodi di valutazione molto diversi per definire un'etnia, o nazionale o genetica degli individui, metodi che vanno dall'osservazione per caratteristiche somatiche, al chiedere direttamente alle persone di scegliere tra alcune opzioni predefinite, a volte con l'opzione "Altra categoria", e a volte a risposta libera, così che differenti popolazioni nazionali tendono a scegliere in diversi modi. Colore della pelle e caratteristiche somatiche non sono considerati attendibili per determinare l'appartenenza generica ad un'etnia in antropologia, così i dati non riflettono realisticamente le attuali popolazioni africane nel mondo.
| Continente / Nazione             | Popolazione nazionale | Discendenti dei neri africani (%)        | Discendenti dei neri africani (n.) |
| Caraibi                          | 39.148.115            | 73,20%                                   | 22.715.518                         |
| -------------------------------- | --------------------- | ---------------------------------------- | ---------------------------------- |
| Haiti                            | 8.924.553             | 97,50%                                   | 8.701.439                          |
| Rep. Dominicana                  | 9.507.133             | 84,00%                                   | 7.985.991                          |
| Cuba                             | 11.423.925            | 10,00%                                   | 1.126.894                          |
| Giamaica                         | 2.804.332             | 97,40%                                   | 2.731.419                          |
| Trinidad e Tobago                | 1.047.366             | 58,00%                                   | 607.472                            |
| Porto Rico                       | 3.958.128             | 8,00%                                    | 316.650*                           |
| Bahamas                          | 307.451               | 85,00%                                   | 209.000                            |
| Barbados                         | 281.968               | 90,00%                                   | 253.771                            |
| Antille Olandesi                 | 225.369               | 85,00%                                   | 191.564                            |
| Saint Lucia                      | 172.884               | 82,50%                                   | 142.629                            |
| Saint Vincent e Grenadine        | 118.432               | 85,00%                                   | 100.667                            |
| Isole Vergini Americane          | 108.210               | 79,70%                                   | 86.243                             |
| Grenada                          | 90.343                | 95,00%                                   | 81.309                             |
| Antigua e Barbuda                | 78.000                | 94,90%                                   | 63.000                             |
| Bermuda                          | 66.536                | 61,20%                                   | 40.720                             |
| Saint Kitts e Nevis              | 39.619                | 98,00%                                   | 38.827                             |
| Isole Cayman                     | 47.862                | 60,00%                                   | 28.717                             |
| Isole Vergini Britanniche        | 24.004                | 83,00%                                   | 19.923                             |
| Turks e Caicos                   | 26.000                | 34,00%                                   | 18.000                             |
| Europa                           | 738.856.462,00        | 0,12%                                    | 9.017.583                          |
| Italia                           | 60.448.163            | 2,80%                                    | 1.140.012                          |
| Francia                          | 68.035.000            | 10,00%                                   | 6.000.000-10.000.000               |
| Regno Unito                      | 67.500.000            | 3,00%                                    | 3.000.000                          |
| Spagna                           | 40.397.842            | 0,10%                                    | 100.000                            |
| Germania                         | 82.000.000            | 0,60%                                    | 500.000                            |
| Paesi Bassi                      | 16.491.461            | 1,80%                                    | 300.000                            |
| Portogallo                       | 10.605.870            | 2,00%                                    | 201.200                            |
| Russia                           | 141.594.000           | 0,12%                                    | 100.000                            |
| Polonia                          | 38.082.000            | 0,002%                                   | 4.500                              |
| Irlanda                          | 4.339.000             | 1,10%                                    | 43.000                             |
| Asia                             | ?                     | ?%                                       | ?                                  |
| Giappone                         | 127.756.815           | ?%                                       | 10.000 -                           |
| Israele                          | 7.282.000             | 0,07%                                    | 6.000                              |
| India                            | 1.132.446.000         | 0,003%                                   | 30.000                             |
| America del Sud/America centrale | 425.664.476           | 23,90%                                   | 101.532.873                        |
| Belize                           | 301.270               | 31,00%                                   | 93.394                             |
| Guatemala                        | 13.002.206            | 2,00%                                    | 260.044                            |
| El Salvador                      | 7.066.403             | < 0,01%                                  | 0*                                 |
| Honduras                         | 7.639.327             | 2,00%                                    | 152.787                            |
| Nicaragua                        | 5.785.846             | 9,00%                                    | 520.726                            |
| Costa Rica                       | 4.195.914             | 3,00%                                    | 125.877                            |
| Panama                           | 3.292.693             | 14,00%                                   | 460.977                            |
| Colombia                         | 45.013.674            | 21,00%                                   | 9.452.872                          |
| Venezuela                        | 26.414.815            | tra il 10-26,5%                          | 2.641.481 - 6.999.926*             |
| Guyana                           | 770.794               | 36,00%                                   | 277.486                            |
| Suriname                         | 475.996               | 47,00%                                   | 223.718                            |
| Guyana francese                  | 199.509               | 66,00%                                   | 131.676                            |
| Brasile                          | 190.908.598           | 6,00%                                    | 11.454.515                         |
| Ecuador                          | 13.927.650            | 3,00%                                    | 417.830                            |
| Perù                             | 29.180.899            | 3,00%                                    | 875.427                            |
| Bolivia                          | 9.247.816             | 1,10%                                    | 108.000                            |
| Cile                             | 16.454.143            | < 0,10%                                  | 0*                                 |
| Paraguay                         | 6.831.306             | < 0,10%                                  | 0*                                 |
| Argentina                        | 40.677.348            | < 0,10%                                  | 0*                                 |
| Uruguay                          | 3.477.778             | 4,00%                                    | 139.111                            |
| America del Nord                 | 440.244.038           | 11,80%                                   | 39.264.514                         |
| Stati Uniti                      | 298.444.215           | 12,90%                                   | 38.499.304                         |
| Canada                           | 33.098.932            | 2,70%                                    | 783.795                            |
| Messico                          | 108.700.891           | <1,00%                                   | 103.000                            |
| Oceania                          |                       |                                          |                                    |
| Australia                        | 21.000.000            | 0,90% (include persone di origine mista) | 248.605                            |
| Africa subsahariana              | 865.000.000           | 99%                                      | 856.350.000                        |
| Fuori dall'Africa                | 5.821.000.000         | 2,90%                                    | 168.879.165                        |
| Total                            | 6.892.000.000         | 14,2%                                    | 978.664.565                        |

### Paesi con maggior popolazione della diaspora africana
| Paese           | Popolazione           | Posto |
| --------------- | --------------------- | ----- |
| Stati Uniti     | 38.499.304            | 1     |
| Brasile         | 11.454.515            | 2     |
| Colombia        | 9.452.872             | 3     |
| Haiti           | 8.701.439             | 4     |
| Rep. Dominicana | 7.985.991             | 5     |
| Francia         | 6.000.000-8.000.000   | 6     |
| Venezuela       | 2.641.481 - 6.999.926 | 7     |
| Giamaica        | 2.731.419             | 8     |
| Regno Unito     | 2.015.400             | 9     |
| Cuba            | 1.126.894             | 10    |
| Italia          | 1.000.000             | 11    |
| Perù            | 875.427               | 12    |
| Canada          | 783.795               | 13    |
| Ecuador         | 680.000               | 14    |

## America settentrionale
Molte ondate migratorie verso le Americhe, così come gli spostamenti all'interno del continente stesso, hanno portato le persone di discendenza africana in America del Nord. Secondo il Schomburg Center for Research in Black Culture, le prime popolazioni africane arrivarono in Nordamerica nel XVI secolo attraverso il Messico e i Caraibi diretti nelle colonie spagnole della Florida, Texas ed in generale nel sud degli attuali Stati Uniti. Su 12 milioni di persone che vennero portate nelle americhe durante la tratta atlantica degli schiavi, 645.000 sbarcarono nelle colonie britanniche sul continente americano e negli Stati Uniti, 1.840.000 arrivarono in altre colonie britanniche, principalmente nelle Indie Occidentali. Nell'interpretazione della diaspora africana la tratta atlantica degli schiavi è spesso considerata come un elemento fondamentale, ma ci furono altri undici flussi migratori dall'Africa verso l'America settentrionale a partire dal XVI secolo, molti dei quali erano composti da immigranti volontari, sebbene diretti in un territorio ostile ed economicamente basato sullo sfruttamento.

### Stati Uniti
Negli anni 1860, africani dell'Africa subsahariana, soprattutto dall'Africa occidentale e da Capo Verde, emigrarono volontariamente per cercare lavoro come balenieri in Massachusetts. Questa migrazione continuò fino alle leggi restrittive che vennero approvate nel 1921 con lo scopo di impedire l'immigrazione di popolazioni non europee, ma in questo periodo i discendenti degli immigrati africani erano in numero maggiore nell'industria baleniera del New England, e di conseguenza marinai, maniscalchi, costruttori navali, ufficiali e armatori afroamericani spostarono le loro attività in California. 1,7 milioni di persone negli Stati Uniti discendono degli immigrati volontari dell'Africa subsahariana. Gli immigrati africani rappresentano il 6% di tutti gli immigrati negli Stati Uniti e quasi il 5% della comunità afroamericana dell'intera nazione. Circa il 57% sono immigrati tra il 1990 e il 2000.
Gli immigrati nati in Africa costituiscono l'1,6% della popolazione di colore. Gli appartenenti alla diaspora africana degli immigrati sono stati per la maggior parte educati negli Stati Uniti, la metà di loro ha una laurea o una laurea specialistica, rispetto al 23% degli afroamericani nati nel Paese. La più numerosa comunità di afroamericani negli Stati Uniti si trova nello stato di New York, seguito da California, Texas e Maryland. Gli stati con la più alta percentuale di africani sono Washington, seguito da Mississippi e Louisiana. I rifugiati rappresentano una minoranza.
L'U.S. Boreau of the Census categorizza la popolazione in base alla razza su autoidentificazione, e non prevede un'identità multietnica, anche se dal 2000 gli intervistati possono scegliere diverse etnie di appartenenza.
Nel 2000 gli afroamericani erano il 12,1 percento della popolazione totale negli Stati Uniti, e costituiscono la più numerosa minoranza etnica del Paese; sono concentrati nelle aree urbane, soprattutto negli stati del sud.

### Canada

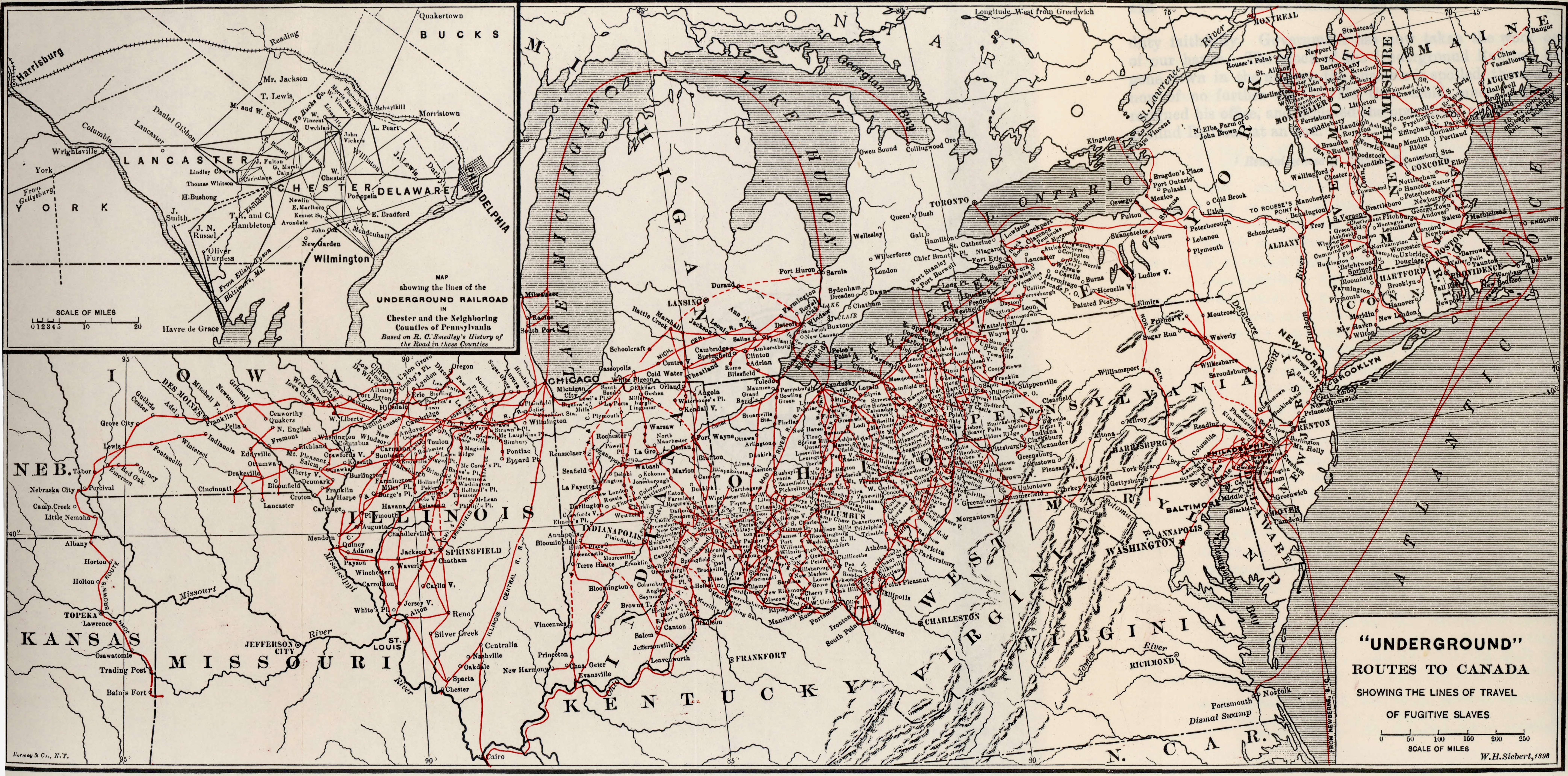
Una mappa della Underground Railroad.

Gran parte dei primi afro-canadesi emigrarono dagli Stati Uniti, compresi quegli afroamericani che arrivarono come lealisti o fuggitivi lungo la Underground Railroad, una serie di itinerari segreti dai quali gli emigranti neri arrivarono in Nuova Scozia e Ontario. La schiavitù iniziò ad essere fuori legge nel Nord America Britannico dall'inizio del 1793. Più tardi i flussi migratori verso il Canada arrivavano principalmente dai Caraibi, così oggi il 70% degli afro-canadesi ha origini caraibiche.
Come conseguenza della maggior immigrazione dai Caraibi, il termine afro-canadese, benché a volte utilizzato per riferirsi alla minoranza di neri canadesi aventi una diretta discendenza africana o afroamericana, non è normalmente usato per definire i neri canadesi. I neri dei Caraibi sono solitamente definiti come canadesi delle Indie Occidentali, canadesi caraibici o più raramente afro-caraibici canadesi, ma il termine più usato resta neri canadesi, che include sia le comunità africane che caraibiche del Canada.

## America latina
Ad un livello intermedio, sia in America Latina che nelle ex piantagioni dell'Oceano Indiano e dei suoi dintorni è difficile stabilire quali siano i discendenti degli schiavi africani perché gran parte della popolazione si è mescolata con gli schiavi originari del posto. In luoghi dove sono stati importati relativamente meno schiavi (come Argentina e Cile) pochi di loro sono considerati neri oggi, mentre al contrario dove sono stati importati molti schiavi (come in Brasile o in Repubblica Dominicana) il numero dei neri è maggiore, ma molti hanno un'ascendenza mista.

## Europa

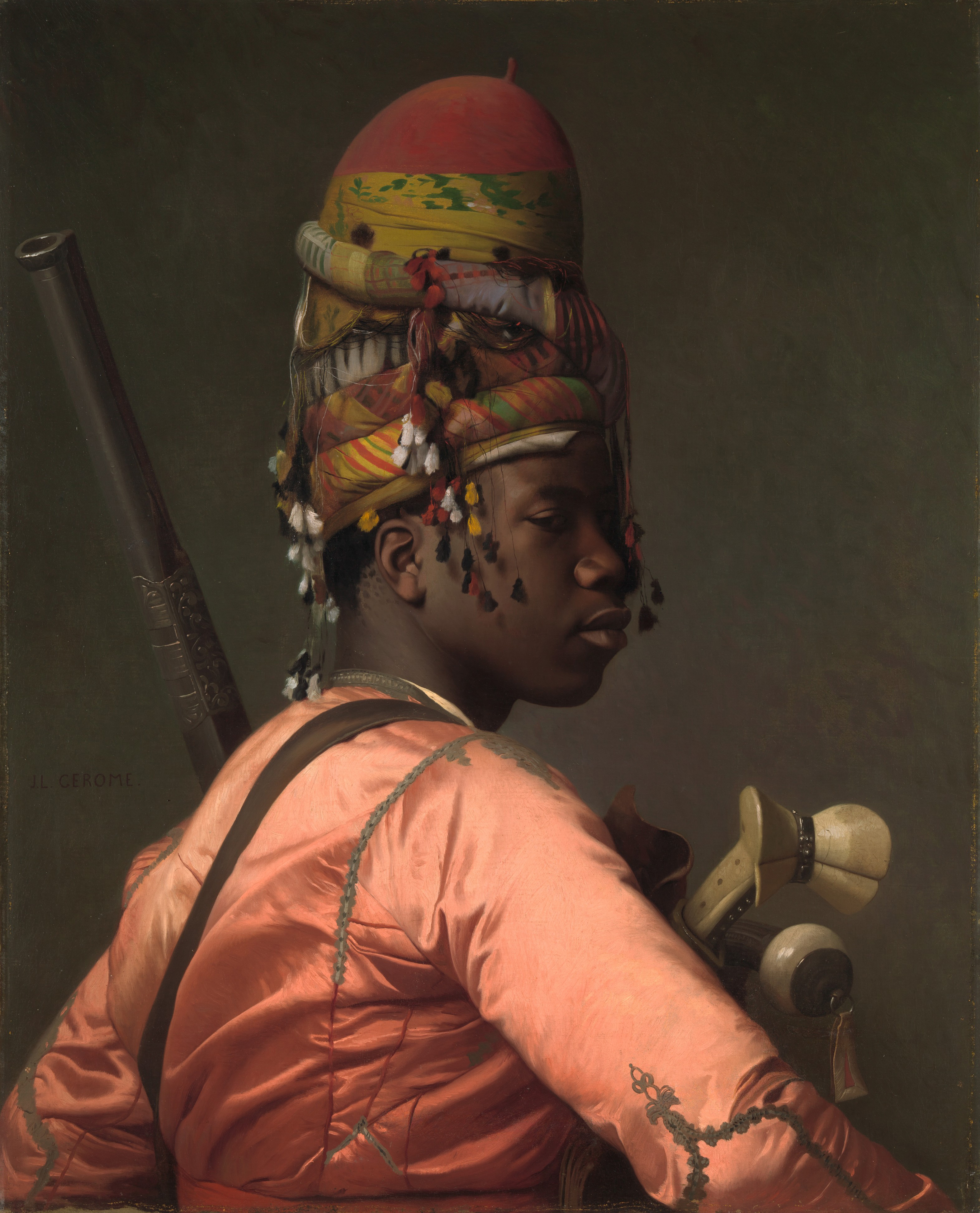
Un soldato nero dell'impero ottomano.

### Regno Unito
2 milioni (senza includere i britannici di etnia mista) sono gli afro-britannici, che si dividono tra africani e afro-caraibici.

### Francia
Si stima che in Francia vivono 8 milioni di discendenti africani, anche se un quarto di essi risiedono nei territori d'oltremare.

### Italia
Si stima che in Italia vivano circa 800.000 cittadini di discendenza africana, la maggior parte provengono dal Nord Africa, altri dall'Africa subsahariana, e una minima parte dai Caraibi.

### Paesi Bassi
Nei Paesi Bassi circa 300.000 sono originari del Suriname e dei Caraibi olandesi. Gran parte vivono nelle isole di Aruba, Bonaire, Curaçao e Sint Maarten, ma molti afro-olandesi vivono anche nei Paesi Bassi.

### Russia
I primi neri arrivarono in Russia con la tratta degli schiavi dell'Impero ottomano e i loro discendenti continuano a vivere nelle coste del Mar Nero. Allo zar Pietro il Grande venne consigliato dal suo amico Lefort di importare gli africani in Russia e affidargli i lavori pesanti. Alexander Pushkin era il discendente dello schiavo africano Abram Petrovich Ganniball, protetto di Pietro il Grande, che divenne ingegnere militare in Francia e alla fine generale capo, responsabile per la costruzione di fortificazioni e canali in Russia.
Durante gli anni trenta quindici famiglie afroamericane si trasferirono in Unione Sovietica come esperti di agraria. Quando gli stati africani divennero indipendenti negli anni sessanta, l'Unione Sovietica offrì loro la possibilità di studiare in Russia. In quarant'anni 400.000 africani divennero studenti in Unione Sovietica, e molti si stabilirono lì.
Si noti che anche qui i non africani all'interno dell'ex Unione Sovietica si riferiscono colloquialmente agli afro-russi come "neri" ("chernye"). Della stessa categoria sono considerati anche rom, georgiani e tartari.

### Turchia
Gli afro-turchi, stimati in 2 milioni di persone di ascendenza africana anche parziale vivono nel litorale tra la provincia di Antalya e Istanbul.

## Oceano Pacifico e Indiano

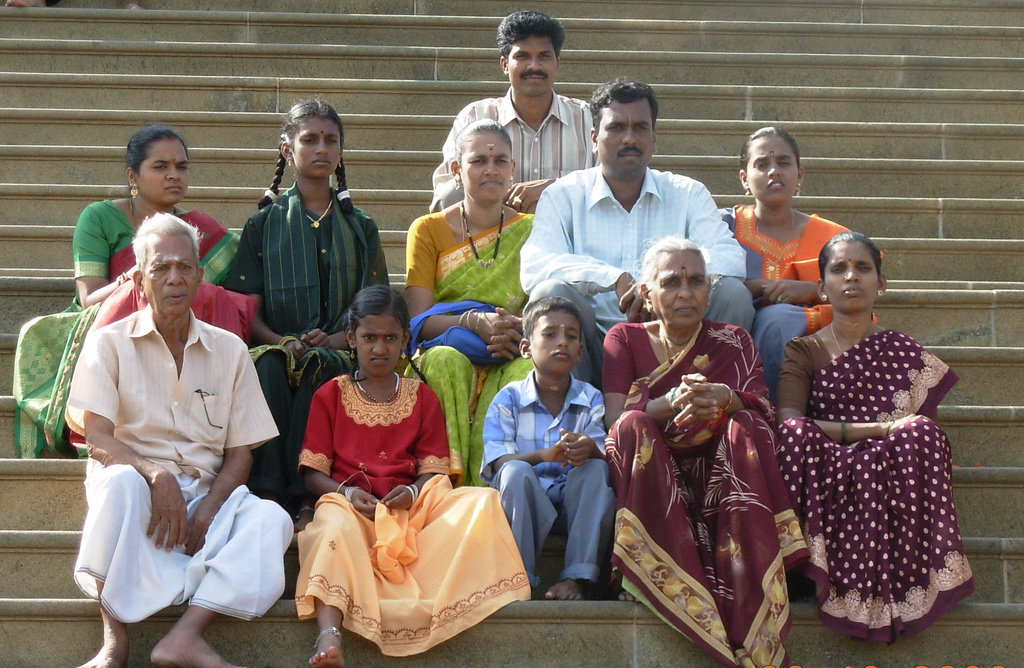
Una tipica famiglia tamila, India.

Alcuni panafricanisti considerano anche altri popoli africoidi come parte della diaspora africana, come, tra gli altri, i pigmei asiatici, come nel caso di gruppi della penisola malese (Orang Asli),, Nuova Guinea (papuani), andamanesi, alcune popolazioni del subcontinente indiano, tra cui i vedda, dravida, tamili e le popolazioni aborigene della Melanesia e Micronesia.
Molte di queste teorie sono però considerate dagli etnologi come pseusoscienza e pseudoantropologia ideologicamente motivata dall'africocentrismo irredentista, ed accettate principalmente da alcuni estremisti negli Stati Uniti, i quali non riflettono il pensiero generale della comunità afroamericana. La maggior parte degli antropologi pensano che gli andamanesi ed altri popoli siano parte di una rete di gruppi etnici di proto-australoidi e paleomediterranei presenti in Asia meridionale le cui origini genetiche sono riconducibili ai flussi migratori che culminarono negli aborigeni australiani, piuttosto che alle popolazioni africane (benché indirettamente siano discendenti di alcuni gruppi preistorici che emigrarono dall'Africa, come tutti gli esseri umani).